# Велухи
Вижте пояснителната страница за други значения на Велухи.
Велухи (на гръцки: Βελούχι) или Тимфристос (на гръцки: Τυμφρηστός) е планина в Централна Гърция - Евритания.
Височината ѝ достига 2315 м. Обикновено се приема, че от Велухи на юг и югоизток се простират планините на Континентална Гърция. Намира се на 12 км от столицата на Евритания – Карпениси. В планината е изграден един от най-модерните ски курорти на Гърция, носещ също името Карпениси. Зимният активен ски сезон в планината е с продължителност от декември до март.
На източните склонове на Велухи се намират изворите на Сперхей.